# カゼイン

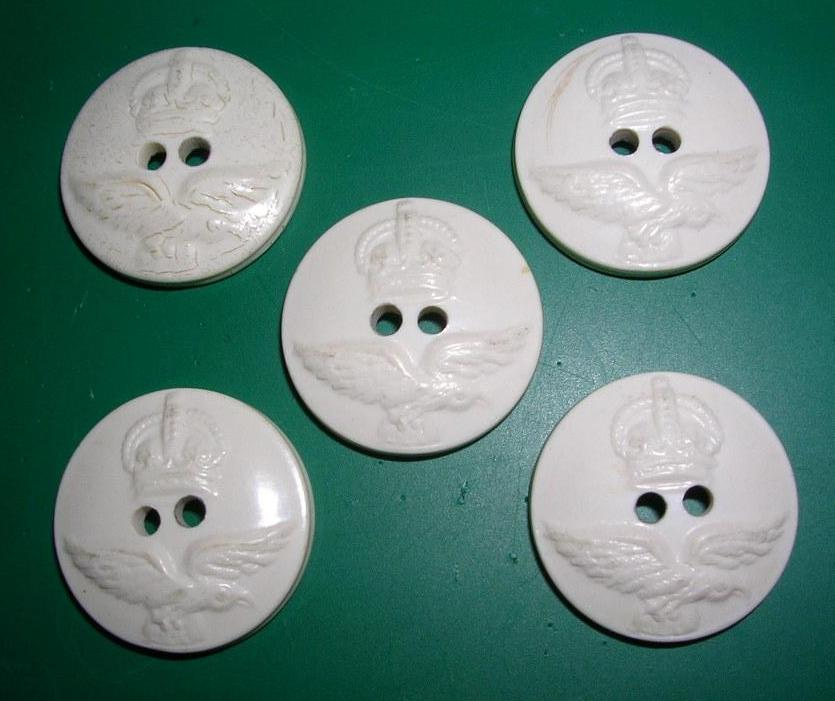
オーストラリア空軍の白いガラリスボタン

カゼイン（英: casein）は、牛乳やチーズなどに含まれるリンタンパクの一種。またはそれを原料とするカゼインプラスチックの略称としても用いられる。酪素とも呼ばれる。

## 所在・成分・物性
カゼインは、牛乳に含まれる乳タンパク質の約80%を占める。一般に乳固形分と呼ばれる成分の主要成分の一つである。その構成成分は単一のタンパク質ではなく、大きく分けて下記の3種類に分類される。
- α-Casein（アルファ カゼイン）
- β-Casein（ベータ カゼイン）
- κ-Casein（カッパー カゼイン）

カゼインは、そのタンパク質を構成するアミノ酸のうち、セリンに由来する部分（セリン残基）の多くにリン酸が結合した、リンタンパク質（リン酸化タンパク質）の代表的な例である。この特徴のため、カゼインは分子全体としてマイナスの電荷を帯びており、カルシウムイオンやナトリウムイオンと結びつきやすい性質を持つ。
牛乳中では特にカルシウムと結合してカルシウム塩の形で存在し、結果として牛乳中でカルシウムの安定な運び屋として機能する。牛乳中においてカゼインは、カルシウム−カゼイン−リン酸複合体の形で存在しているが、このときカゼインのうちで特に水溶性の高いκ-caseinの働きによってこの複合体はミセルを形成する。この結果、カゼインは一種の「安定剤」として、牛乳を均質なコロイド溶液にし、またその不溶性成分が析出することなく均質な状態を長期間保つ役割を果たしている。
またカゼインは、等電点であるpH 4.6において放置することで、牛乳から容易に分離することもできる。
カゼインは、ヒトの乳汁においても同様に存在するが、人乳においてはα-caseinの量が牛乳に比べて著しく少ない事が知られている。また、このα-caseinはヤギ乳においても存在量が少ない事が知られている。

## カゼインの利用
カゼインは、食品化学や材料化学の分野でさまざまに利用・応用されている。
栄養補助剤
カゼインはそれ自体が栄養価が高いタンパク質であるため、栄養補給を目的に栄養補助剤として使われる。またカゼインはカルシウムと結びつきやすく、ヒトがカルシウムを吸収するのを助ける性質があるため、カルシウム補給を目的とした栄養補助剤に添加される。
安定化剤
カゼインは水溶液中でミセルを形成し、他の不溶性の物質の分散を助け、長期間安定に分散した状態に保つのを助ける。この性質を利用して、カゼインは加工飲料や化粧品（特に乳液）などの安定化剤として利用されている。この用途には、より水溶性が高く使いやすいカゼインナトリウム塩（カゼインNa）が繁用される。
カゼインプラスチック
カゼインをさらに加工すると、象牙に似た外観の熱可塑性のプラスチックとなる。これをカゼインプラスチック、ラクトカゼインなどと呼ぶ。印章、ボタンなどの材料として工業的に利用されている。1898年にドイツで発明された。染色が可能。
特にホルムアルデヒドで架橋したガラリスは象牙の代用品として利用された。
太平洋戦争中は、日本軍兵営の飲用以外は全て戦闘機のプロペラ材料にされた。
プロミックス
カゼインにアクリロニトリルをグラフト重合して作った繊維をプロミックスと言い、1970年代に東洋紡によって開発された。絹に似た風合いが特徴。　
塗料
カゼインをアンモニアなどのアルカリで中和することによって水溶化し、古くから塗料原料（主には皮革用塗料）として使用されている。
接着剤
初期の集成材は、接着剤にカゼインを利用していた。アメリカには1930年代にカゼインを利用した集成材で建設された図書館が現存する。
物資不足だった日本軍では、四式戦闘機を木製化したキ106の接着剤として使用したがトラブルが多かった。

## カゼインと牛乳アレルギー
牛乳を飲んで牛乳アレルギー症状を起こす人の多くは、α-カゼインが原因（抗原）であると言われている。そのため、現在では乳幼児用などにこのα-カゼインを減らした乳児用ミルクなどが販売されている。